# 鷹見一幸
鷹見 一幸（たかみ かずゆき、1958年1月26日 -）は、日本の作家。元警察官。静岡県出身。電撃文庫、角川スニーカー文庫を中心に活躍。警察大学校卒業。

## 来歴
「鷹見一幸」のペンネームは、元アニメ雑誌編集の兄と警察官の弟の合作のペンネームだった。初期には「榎野　彦」「榎野英彦（えのきの ひでひこ）」「邦 彦」「竹一本」「韮山 豊」などのペンネームも使っている。兄弟の合作であったため、榎野英彦原案の鷹見一幸執筆とされていた時期もある。
弟は、警察官として勤務しながら、兄に協力する形で執筆していた。公務員の副業禁止規定を回避する目的もあったようである。弟がメインとなって「鷹見一幸」の名前で電撃文庫の『時空のクロス・ロード　ピクニックは終末に』でデビューし、角川スニーカーで「でたまか」を発表した。その後身体を壊して、入院し、その際に退職を決意し、以後専業作家の道を選んだ。一般に「鷹見一幸」という場合には、作品貢献度や公表されている作品の数から、この弟の方をさすことが一般的である。
- 1999年08月、第6回電撃ゲーム小説大賞で「ピクニックは終末に」（榎野英彦 名義）が候補ノミネート。
- 2000年、第7回歴史群像大賞で、「大日本帝国海軍第七艦隊始末記」（柊野英彦 名義）が奨励賞受賞。
- 2019年07月、第50回星雲賞で、『再就職先は宇宙海賊』（鷹見一幸 名義）で参考候補にノミネート。

### 榎野英彦
みのり書房の月刊OUTの編集スタッフ兼ライターをしていたのが、兄である「R2」で、メインに執筆した作品としては「大日本帝国第七艦隊」がある。みのり書房退社後は、普通の会社員として勤めながら、ニフティフォーラムで「花筏」のハンドルネームで活動していたり、クリエイターズネットワークのもの書き系IRCチャンネルに｢ENOKINO｣というハンドルネームで活動していたりしていた。初期の作品では、小説は兄弟で互いに書いたものを見せ合い、筆を入れ合いながら書くパターンが確立していたが、兄は後年は表立って執筆しなくなっていた。
『銀河乞食軍団』シリーズのリメイクで、再び協力体制を取り、二人でプロットを組み立て、設定を作り、文章の八割は兄、二割が弟、という体制で執筆が始まったが、三巻を書き終わったあたりで、兄が発病。入退院を繰り返したのち、亡くなった。
小説投稿サイト「小説家になろう」のサイトにある榎野英彦の作品は兄が亡くなった後弟が兄の未公開作品を投稿したものである。

## 人物
- 『情報を取捨選択して優先順位をつけて読者の興味をそらさないよう簡潔に書いていく』という文章の書き方を「圧縮描写」と名付け、提唱している[3]。

## 作風
- 作中に有名作品のオマージュがよく使われる[4]。
- 長編シリーズでは、将棋のように情報をオープンにした群像劇の形式をとることが多い。
- 好んで使われるキャラクタは、「性格がいいヤツ」「イイ性格のヤツ」「健気な女子」[5]。
- 好きな物語は「絶対勝てそうも無い弱小なポジションに置かれた主人公が、機転や創意工夫で圧倒的な敵に負けない物語」[6]。
- 理路整然とした軽快な文章で物語を読ませる作風。ただし、文章で読むと面白い展開を重視するあまりに、下手に映像化しようとすると面白い絵にならず、漫画化や映像化には向かない作品が多い。メディアミックスによる拡販もなく、メディア露出的には目立たないのにもかかわらず、その文章の魅力に引き寄せられるファンは多く、『気が付くと売れているライトノベル作家』の異名すらある。

## 作品リスト

### 角川つばさ文庫
- 飛べ! ぼくらの海賊船（イラスト：岸和田ロビン）
- 小説 はやぶさ/HAYABUSA（イラスト：かしわ）

### 電撃文庫
- 時空のクロス・ロード（イラスト：あんみつ草）
- ガンズ・ハート（イラスト：青色古都）
- 小さな国の救世主（イラスト:Himeaki）
- リセット・ワールド（イラスト：Himeaki）
- ご主人様は山猫姫（イラスト：春日歩）

### 角川スニーカー文庫
- でたまか（イラスト：Chiyoko）
- 銀星みつあみ航海記（イラスト：緒方剛志）
- ネオクーロン（イラスト：PEACH-PIT）
- 会長の切り札（イラスト：KeG）
- 地球の切り札（イラスト：KeG）
- 召喚主は家出猫（イラスト：唯）
- 艦隊これくしょん -艦これ- 一航戦、出ます!（イラスト：GUNP）

### 角川書店（ソフトカバー）
- ガンダムNOVELS―閃光となった戦士たち （短編「BALL・PILOT133‐28」） - ISBN 4-04-873515-2

### 歴史群像新書
- 大日本帝国第七艦隊シリーズ
  1. ISBN 4-05-401558-1
  2. ISBN 4-05-401605-7
  3. ISBN 4-05-401705-3

### ハヤカワ文庫
- 銀河乞食軍団　黎明篇シリーズ
- 宇宙軍士官学校（イラスト：太田垣康男）
  - 前哨/スカウト シリーズ (1～12巻)
  - 幕間/インターミッション
  - 攻勢偵察部隊 シリーズ (1～5巻)
- 再就職先は宇宙海賊 - ISBN 978-4-15-031324-1

### その他連載等
- コンプティーク

2014年 1月号 別冊付録「艦これ」ノベル 『とある鎮守府の一日「本日天気晴朗ナレドナニモナシ」』（原作：角川ゲームス、椎出啓・鷹見一幸・銅大の3氏による共著）
- SF飯シリーズ（著：銅大、ハヤカワ文庫刊）

設定協力を担当している。